# Тиле, Свен
Свен Тиле (нем. Sven Thiele, род. 12 мая 1969 года, Мерзебург, ФРГ) — немецкий борец вольного стиля и тренер. Победитель и призёр Кубка мира, призёр чемпионата мира, многократный призёр чемпионатов Европы.

Отец Эрика Тиле, призёра чемпионата Европы по вольной борьбе.

## Спортивная карьера
- Серебряный призёр чемпионата мира (1995).
- Обладатель Кубка мира (2003), бронзовый призёр Кубка мира (1999).
- Серебряный призёр чемпионата Европы (1996), бронзовый призёр чемпионатов Европы (1997, 1999, 2000, 2001).
- Участник Олимпийских игр 1996 года в Атланте (6-е место), Олимпийских игр 2000 года в Сиднее (7-е место), Олимпийских игр 2004 года в Афинах (9-е место).
- Чемпион мира среди военнослужащих (2001).
- 17-кратный чемпион Германии (1992-2008).
- Серебряный призёр чемпионата мира среди молодёжи (1987).

## Тренерская карьера
Ещё в период спортивной карьеры с 2006 по 2012 год работал инструктором в спортивном центре в Лейпциге. Получил «Диплом тренера Германской конфедерации олимпийского спорта (DOSB)», а затем изучал «Спортивные и прикладные учебные дисциплины» (бакалавр гуманитарных наук). Тренировал своего сына Эрика Тиле. С 2013 по 2016 год был национальным тренером в Германской борцовской ассоциации, отвечающем за вольную борьбу.
 
С 2017 года перешел на преподавание в качестве тренера-преподавателя (консультанта) и делится своими знаниями в качестве тренера-консультанта в Австрии.